# Drouwenerzand (attractiepark)
Drouwenerzand is een attractie- en vakantiepark in Drouwen in de Drentse gemeente Borger-Odoorn. Het park ligt nabij het natuurgebied Drouwenerzand.
Het gebied rond het Drouwenerzand werd oorspronkelijk gezien als een moeilijk beheersbare zandverstuiving, waar het zand regelmatig moest worden verwijderd om de wegen en landbouwgrond bruikbaar te houden. In 1956 opende de lokale bakker Hendrik Buntjer een theeschenkerij met een kleine speeltuin om gezinnen aan te trekken. De toegang was gratis, met de verplichting om een consumptie te kopen. De speeltuin had populaire attracties zoals een kettingbrug over water, een houten looprad en ponyritten.
Het bood het park een breed scala aan activiteiten, zowel binnen als buiten. Bezoekers konden genieten van een speeltuin, ponyritten, huifkarren, een kinderboerderij, midgetgolf en verschillende kermisattracties. Binnenfaciliteiten zoals een natuurmuseum en restaurant zorgden ervoor dat het park ook aantrekkelijk was bij slecht weer.
Naast de gebruikelijke attracties bood het park ook enige tijd onderdak aan een telefoonmuseum. Dit museum trok bezoekers met een tentoonstelling van historische telefoons en communicatieapparatuur. Het museum was gevestigd op het terrein van het park, maar werd uiteindelijk gesloten.
Bert van der Linde nam het park over in 1994 en breidde het uit tot een volwaardig attractiepark. In 2002 introduceerde hij een all-inclusive concept, waarbij bezoekers voor een vaste prijs onbeperkt toegang kregen tot eten en drinken. Dit leidde tot een aanzienlijke groei in bezoekersaantallen, met bijna 300.000 bezoekers per jaar.
Het park komt vanaf 2025 onder het beheer van Kevin Moespot en Janna Moespot-van der Linde, dochter van Bert van der Linde.

## Attracties
Drouwenerzand biedt diverse mechanisch aangedreven attracties voor kinderen van 3 tot ongeveer 14 jaar. De attracties zijn permanent in het park geplaatst en omvatten onder andere:
- Botsauto's
- Break Dance – Breakdance (attractie)
- Carrousel – Draaimolen
- Dierenmolen – Draaimolen
- Drifter – Swing Mill
- Dumbo – Red baron
- Freak Out – Frisbee (attractie)
- Happy Sailor – Luchtballonnencarrousel
- Hunebed8baan – Rockin' Tug
- Landhuys den Linden – Spookhuis
- Indoor ezelbaan – overdekte rondrit
- Mini rad – mini-reuzenrad
- Oldtimerbaan – Rondrit (attractiepark)
- Parajump – variant van het Vliegend tapijt waarbij de inzittenden over de kop gaan
- Piratenboot – Schommelschip
- Spinning coaster
- Tea Cups – Theekopjesattractie
- Trein – Rondrit (attractiepark)
- Wild West Swing – Zweefmolen
- XLR8 – snel accelererende hangende carrousel

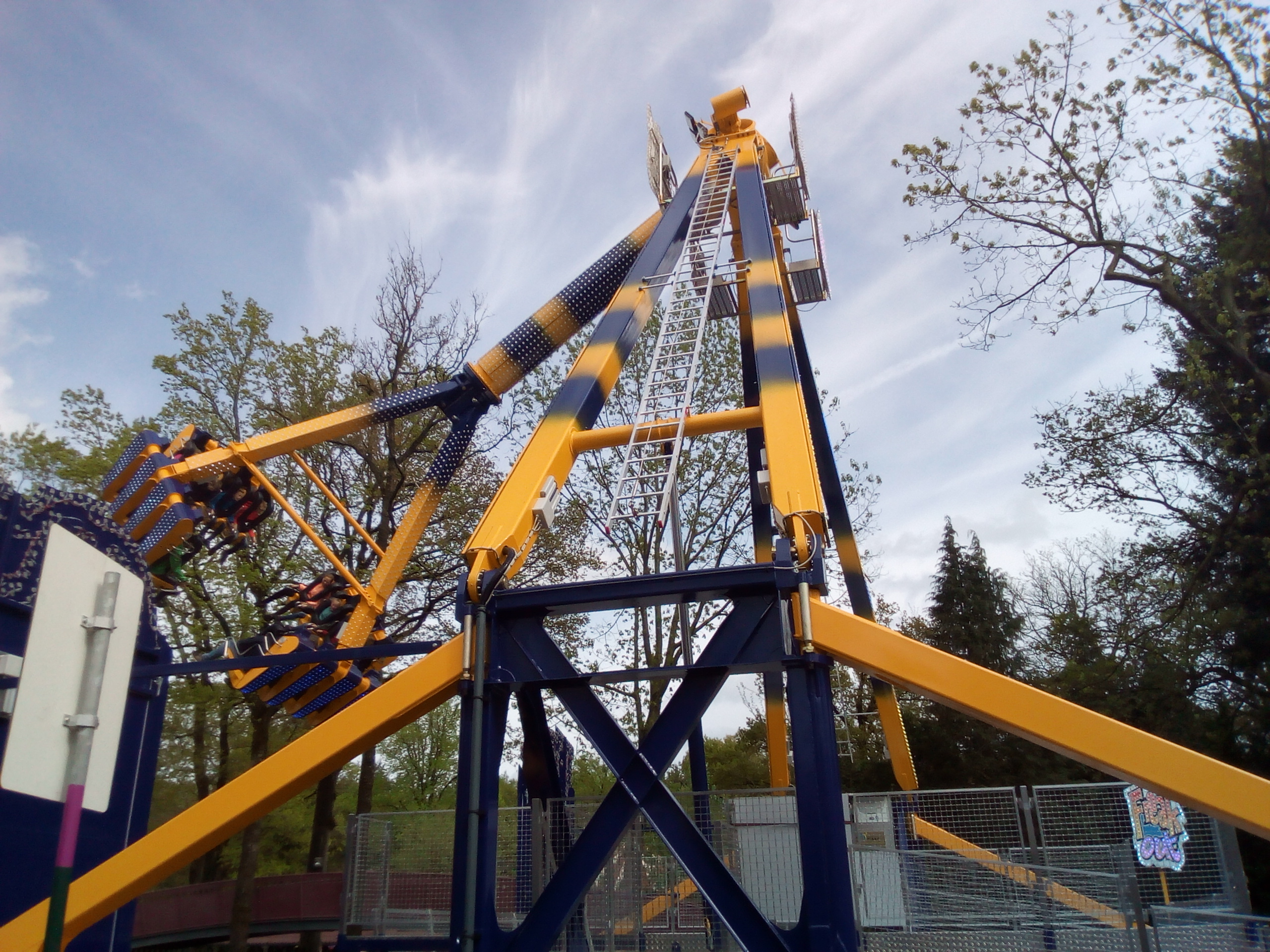
Freak out
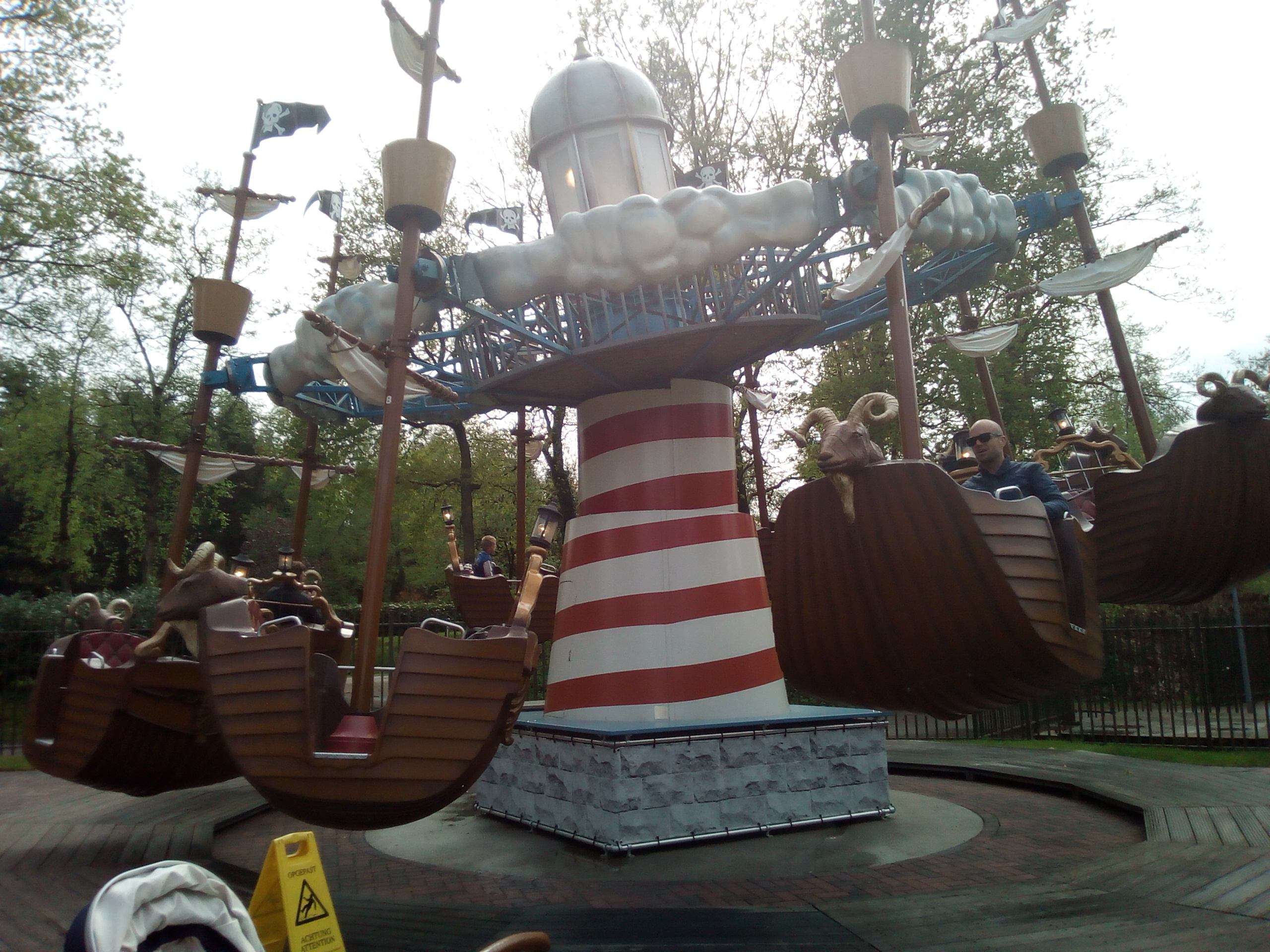
Happy Sailor
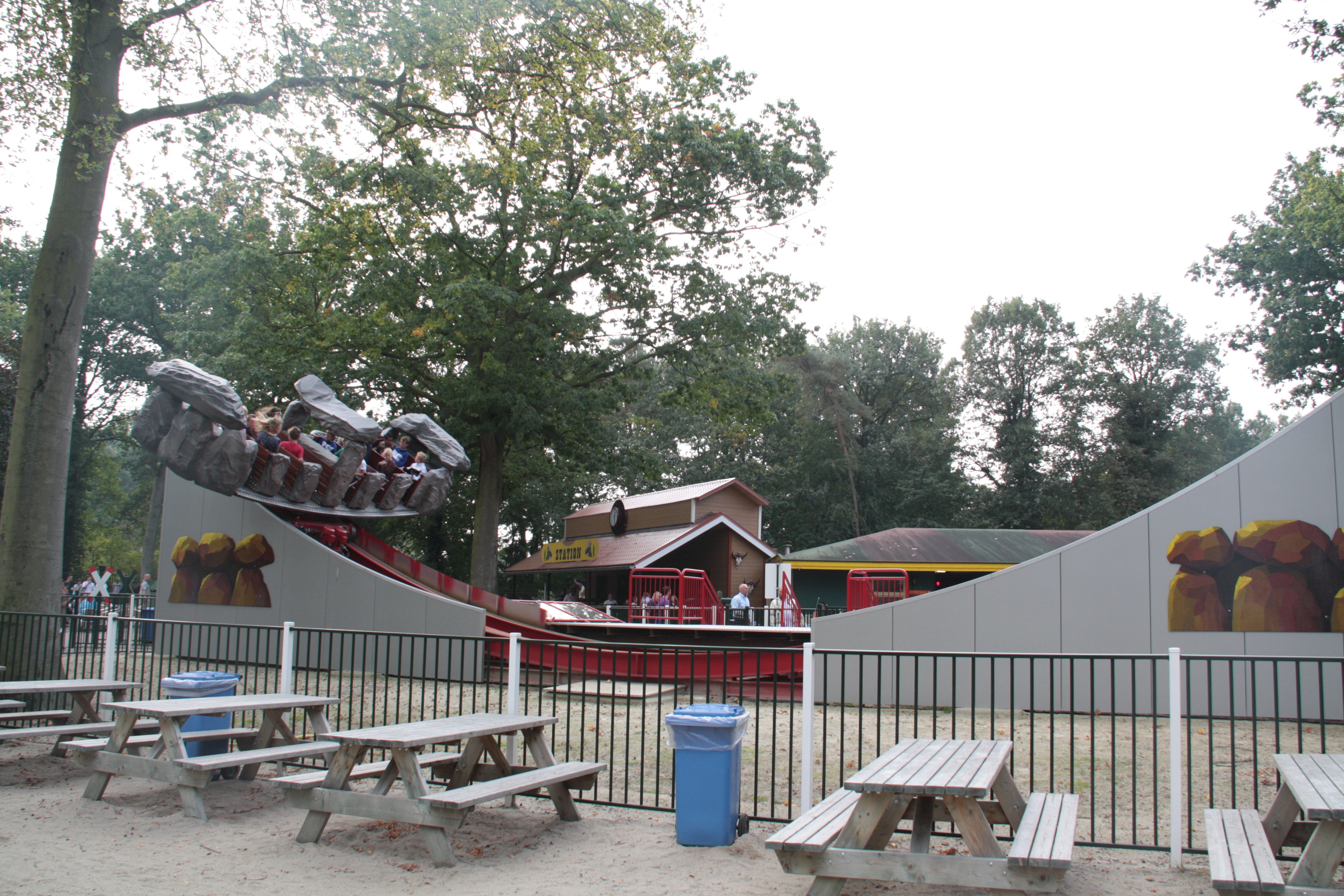
Hunebed8baan
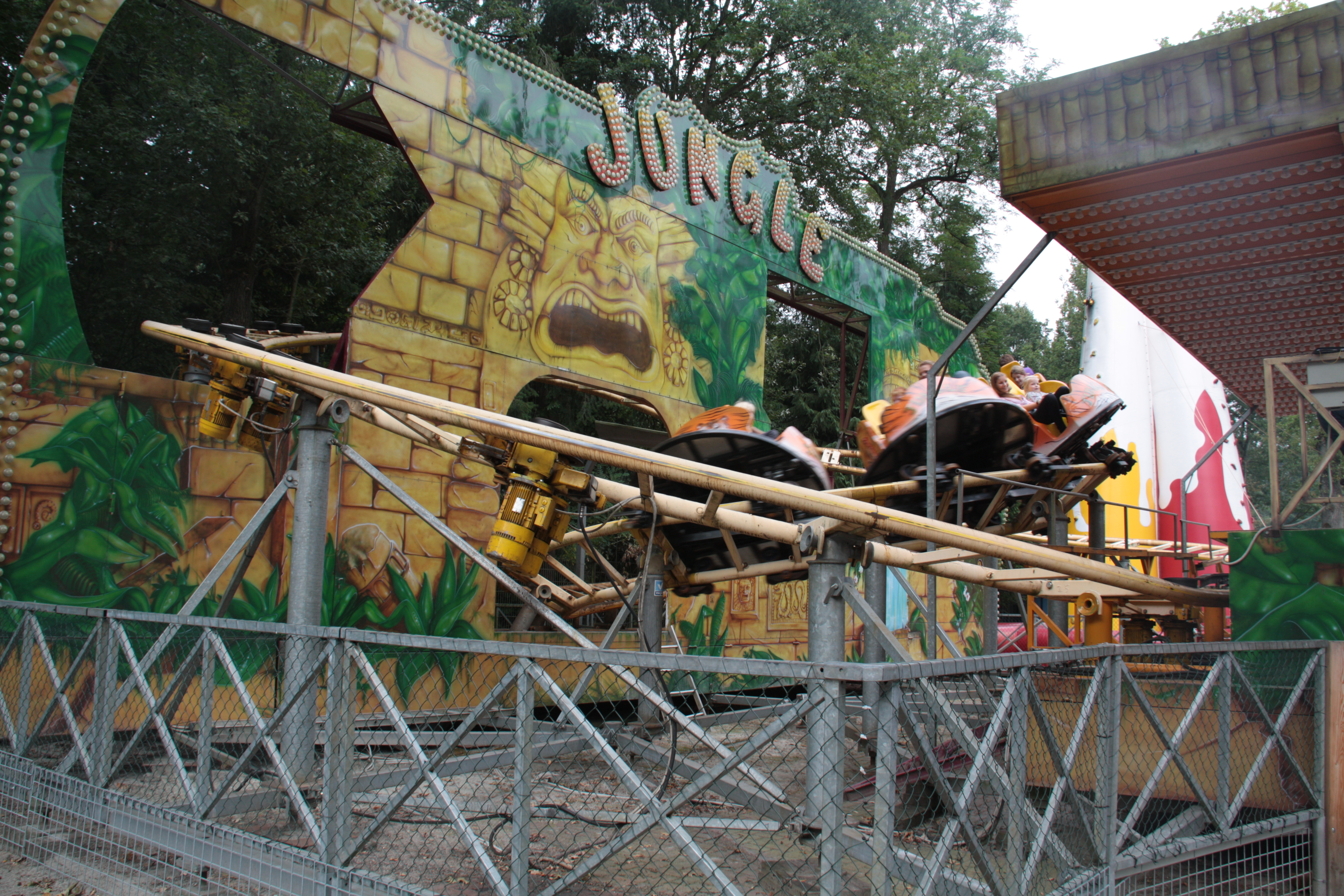
Jungle
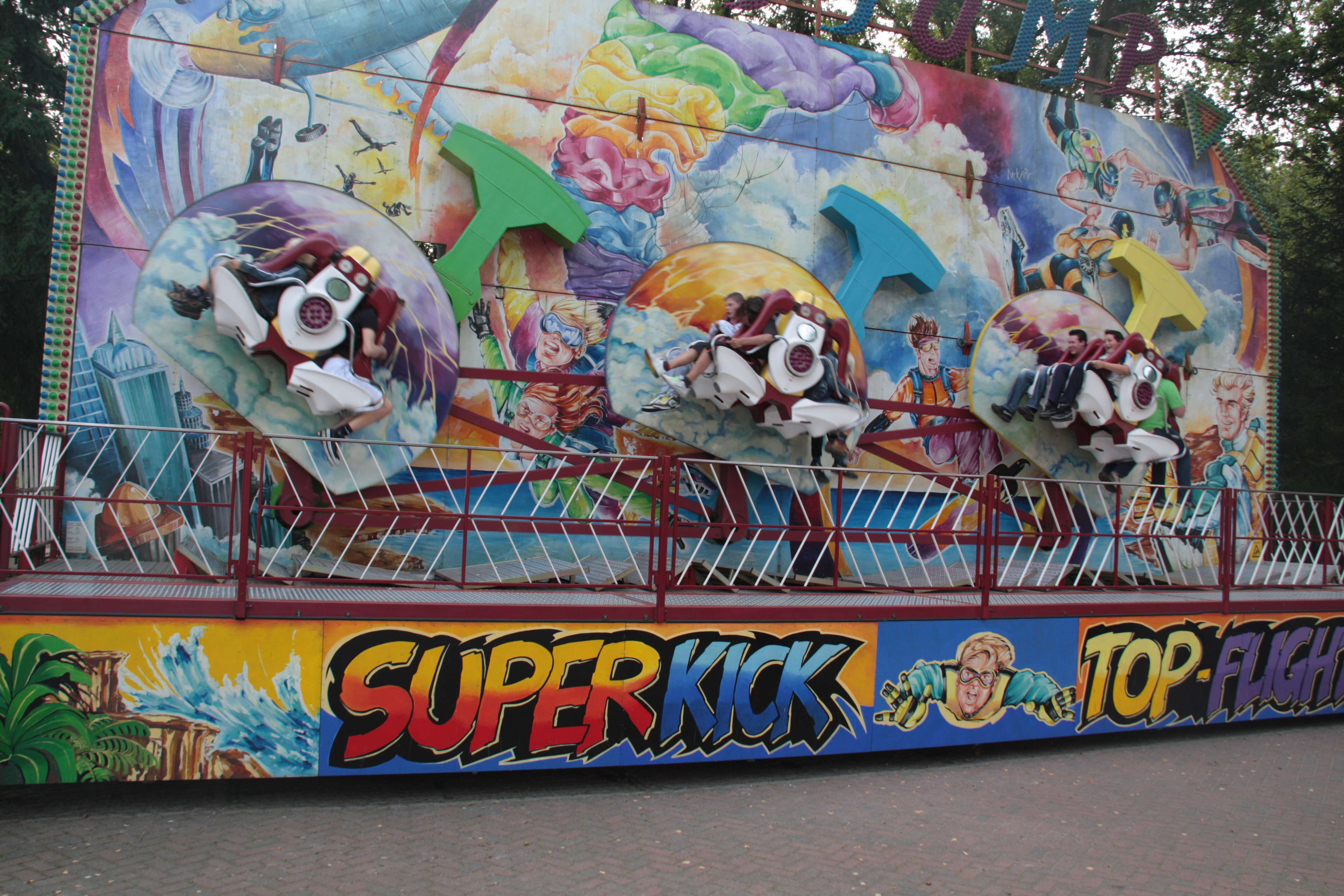
Para Jump
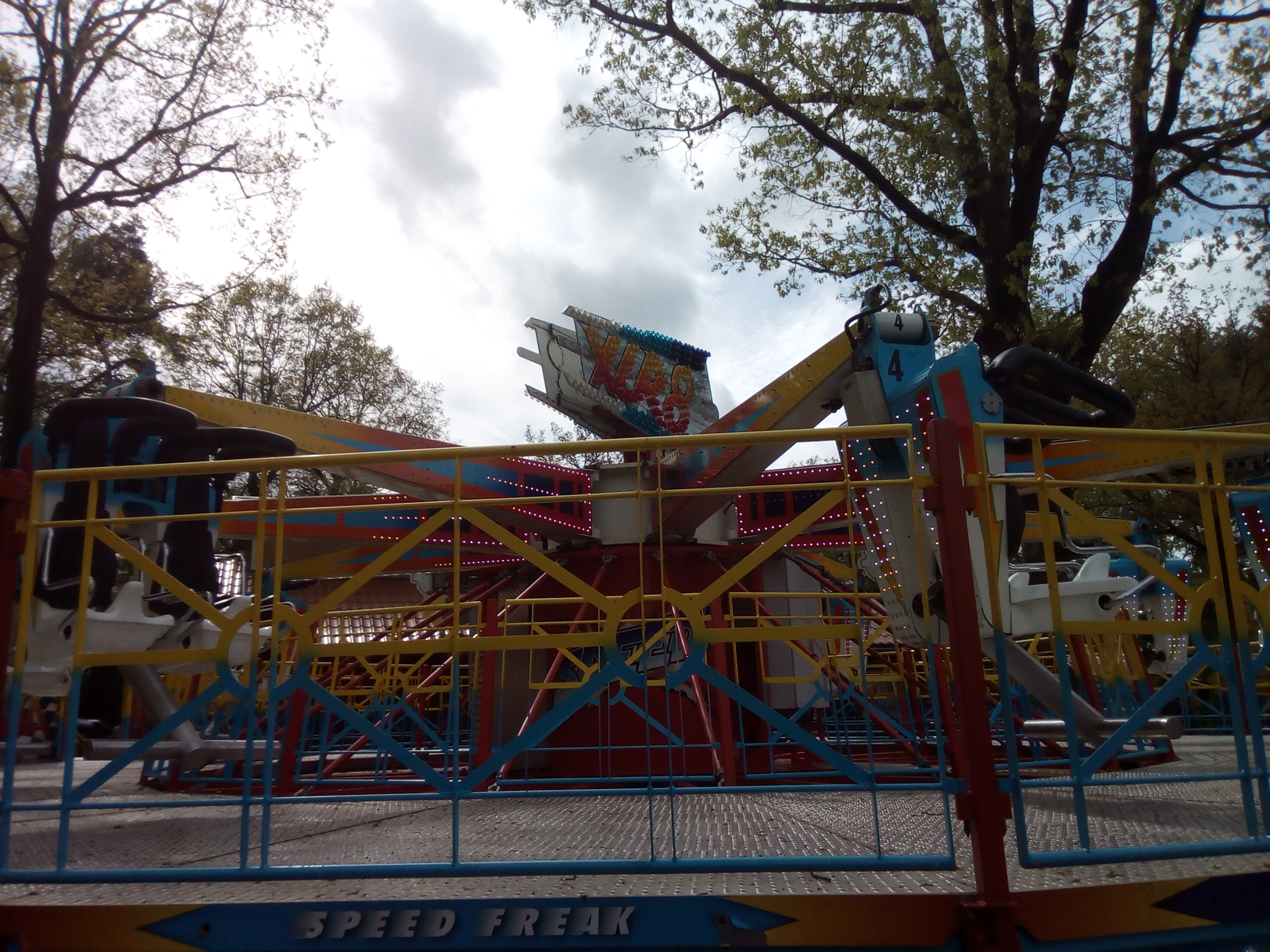
XLR8

## Verdwenen attracties
- Sky Glider Fantasia
- Bootjes
- Twilight (oude spookhuis)
- Indoor Apenkooi
- Twister
- Disney Airport